# لائحة تنظيم السجائر الإلكترونية
تختلف لوائح تنظيم السجائر الإلكترونية بين الدول والولايات ضمن البلد الواحد، وتتراوح من غياب لائحة تنظم استخدامها إلى حظرها بالكامل. على سبيل المثال، تعتبر السجائر الإلكترونية غير قانونية في اليابان، فتضطر الأسواق إلى استخدام منتجات التبغ المُسخّن كبدائل للسجائر. فرضت بعض الدول قيودًا صارمة وبعضها رخّص الأجهزة باعتبارها أدوية كما في المملكة المتحدة. ومع ذلك، اعتبارًا من فبراير 2018، لا يوجد أي جهاز للسجائر الإلكترونية، من تلك التي مُنحت ترخيصًا طبيًا، متاح تجاريًا أو يُباع بوصفة طبية في المملكة المتحدة. اعتبارًا من عام 2015، نظّم ثلثا الدول الكبرى تقريبًا استخدام السجائر الإلكترونية بطريقة ما. نظرًا لعلاقتها المحتملة مع قوانين التبغ وسياسات العقاقير الطبية، تجري مناقشة تشريع السجائر الإلكترونية في العديد من البلدان. مارست الشركات التي تصنّع السجائر الإلكترونية ضغوطات لإصدار قوانين تدعم مصالحها. في عام 2016، حظرت وزارة النقل الأمريكية استخدام السجائر الإلكترونية في الرحلات الجوية التجارية. ينطبق هذا الحظر على جميع الرحلات الجوية من الولايات المتحدة وإليها. في عام 2018، طالبت الكلية الملكية للأطباء بإيجاد توازن في اللوائح التي تنظّم استخدام السجائر الإلكترونية يضمن سلامة المنتج مع تشجيع المدخنين على استخدامها بدلًا من التبغ، بالإضافة إلى مراقبة أي آثار تخالف وكالات مراقبة التبغ.
الوضع القانوني للسجائر الإلكترونية معلّق حاليًا في العديد من البلدان. حظرت العديد من البلدان مثل البرازيل وسنغافورة وسيشل والأوروغواي والهند السجائر الإلكترونية. كان بيع السجائر الإلكترونية غير قانوني في جميع أنحاء كندا في عام 2014 من الناحية الفنية، إذ نظّمت وزارة الصحة الكندية استخدام جميع السجائر الإلكترونية التي تحتوي على النيكوتين، ولكن هذا غير مطبّق عمومًا، وعادة ما تتوفر للبيع في كل أرجاء كندا. في عام 2016، أعلنت وزارة الصحة الكندية عن خطط لتنظيم استخدام منتجات السجائر الإلكترونية. يعد استخدام السجائر الإلكترونية وبيعها للبالغين أمرًا قانونيًا في الولايات المتحدة والمملكة المتحدة. دخل التوجيه المنقّح لمنتجات التبغ في الاتحاد الأوروبي حيز التنفيذ في مايو 2016، وفرض قيودًا أشد صرامة على استخدام السجائر الإلكترونية، فهو يحد من إعلانات السجائر الإلكترونية في المطبوعات، وعلى شاشات التلفزيون والإذاعة، إلى جانب تقليل مستوى النيكوتين في السوائل وتخفيف النكهات المستخدمة. لكنه لا يحظر استخدام السجائر الإلكترونية في الأماكن العامة. يجب ألا يقل عمر المشتري للسجائر الإلكترونية عن 18 عامًا، ولا يُسمح لأي شخص يقل عمره عن 18 عامًا بشرائها. أثارت جماعات الضغط الجدل بشأن توجيه منتجات التبغ المحدّث، إذ من الممكن أن تتأثر مصالحها التجارية بهذه التعديلات. اعتبارًا من 8 أغسطس 2016، وسّعت إدارة الغذاء والدواء سلطتها التنظيمية لتشمل السجائر الإلكترونية وسوائل السجائر الإلكترونية وجميع المنتجات ذات الصلة. بموجب هذا القانون، ستقيّم إدارة الغذاء والدواء بعض الأمور، بما في ذلك المكونات ومواصفات المنتج والمخاطر الصحية، بالإضافة إلى اجتذابها للقاصرين وغير المستخدمين. يحظر قانون إدارة الغذاء والدواء أيضًا وصول السجائر الإلكترونية إلى القصّر. تُطلب بطاقة الهوية الآن لشراء السجائر الإلكترونية، وبيعها في آلات البيع غير مسموح به لجميع الأعمار في الولايات المتحدة. اعتبارًا من أغسطس 2017، تم تمديد المواعيد النهائية للامتثال للأنظمة المتعلقة بمتطلبات التقييم السابق للتسويق لمعظم منتجات السجائر الإلكترونية والسوائل الإلكترونية من تاريخ نوفمبر 2017 إلى 8 أغسطس 2022، ما دفع جمعية القلب الأمريكية والأكاديمية الأمريكية لطب الأطفال وحملة «لجيل خال من التدخين» ومدعين آخرين إلى رفع دعوى قضائية. في مايو 2016، استخدمت إدارة الغذاء والدواء سلطتها، بموجب قانون منع التدخين العائلي ومراقبة التبغ، لاعتبار أجهزة السجائر الإلكترونية والسوائل الإلكترونية من منتجات التبغ، ما يعني أنها سعت إلى تنظيم تسويق الأجهزة والسوائل وتوسيمها وتصنيعها؛ تعدّ المتاجر التي تخلط السوائل الإلكترونية أو تصنّع الأجهزة أو تعدّلها مواقع تصنيع بحاجة إلى التسجيل لدى إدارة الغذاء والدواء والامتثال للائحة ممارسات التصنيع الجيدة. جنّدت شركات السجائر الإلكترونية والتبغ جماعات الضغط في محاولة لمنع إدارة الغذاء والدواء من تقييم منتجات السجائر الإلكترونية أو حظر المنتجات الموجودة مسبقًا في السوق.
في فبراير 2014، أقر البرلمان الأوروبي لوائح تنظيمية تتطلب توحيد المواصفات ومراقبة نوعية السوائل والمبخرات، والكشف عن العناصر المكونة للسوائل، وتغليف السائل بعبوات محمية ضد العبث وبعيدة عن متناول الأطفال. في أبريل 2014، نشرت إدارة الغذاء والدواء اللوائح المقترحة للسجائر الإلكترونية. في الولايات المتحدة، تفرض بعض الولايات الضرائب على السجائر الإلكترونية باعتبارها منتجات للتبغ، ووسّعت بعض حكومات الولايات والحكومات الإقليمية من حظر التدخين داخل الأماكن المغلقة ليشمل السجائر الإلكترونية. اعتبارًا من أبريل 2017، حظرت اثنتا عشرة ولاية أمريكية و 615 منطقة استخدام السجائر الإلكترونية في الأماكن التي يُحظر فيها التدخين التقليدي للسجائر. في عام 2015، حظرت 48 ولاية على الأقل وإقليمين بيع السجائر الإلكترونية للقاصرين.
أُدرجت السجائر الإلكترونية التي تحتوي على النيكوتين كأدوات لتوصيل الدواء في عدد من البلدان، وقُيّد تسويق هذه المنتجات أو عُلّق حتى تحسم التجارب السريرية سلامتها وفعاليتها. نظرًا لعدم احتوائها على التبغ، فإن الإعلانات التلفزيونية عنها في الولايات المتحدة غير مقيّدة. نظّمت بعض الدول استخدام السجائر الإلكترونية كجهاز طبي على الرغم من عدم إثبات أنها وسيلة للإقلاع عن التدخين. ذكر استعراض عام 2014 أن الظاهرة الناشئة للسجائر الإلكترونية أثارت المخاوف في الأوساط الصحية والحكومات ولدى عامة الناس، وأوصى بضرورة تنظيم السجائر الإلكترونية لحماية المستهلكين. وأضاف أن «التنظيم الصارم عن طريق تقييد الوصول إلى السجائر الإلكترونية من شأنه أن يشجع على الاستمرار في استخدام المزيد من دخان التبغ غير الصحي». صرّح استعراض عام 2014 أن تنظيم السجائر الإلكترونية يجب أن يؤخذ في الاعتبار على أساس الآثار الصحية الضارة المبلَّغ عنها.

## آسيا
- البحرين: استخدام السجائر الإلكترونية غير مسموح في البحرين.[38] ويحظر استيراد السجائر الإلكترونية في البحرين.[39]
- بنغلاديش: السيجارة الإلكترونية الحالية ليست محظورة في بنغلاديش ولا يوجد لائحة تنظّم استخدامها. لكن وزير التثقيف الصحي في وزارة الصحة ورعاية الأسرة ذكر أن لديهم خطة لفرض حظر على إنتاج السجائر الإلكترونية واستيرادها وبيعها بالإضافة إلى جميع أنواع تبوغها وذلك لتجنب العواقب الصحية.[40]
- الهند: السجائر الإلكترونية في الغالب غير خاضعة للرقابة وبيعها غير قانوني من الناحية الفنية، إذ لم تحظَ بموافقة المنظمة المركزية للسيطرة القياسية للأدوية. وفقًا للبيانات الحكومية، اعتبارًا من يوليو 2019، كان هناك أكثر من 460 علامة تجارية للسجائر الإلكترونية متاحة في الأسواق الهندية تستخدم طرق مختلفة لتوصيل النيكوتين وأكثر من 7700 نكهة للسائل الإلكتروني. أصدرت وزارة الصحة ورعاية الأسرة إرشادات لتقييد الإعلان عن السجائر الإلكترونية في أغسطس 2018. في 22 فبراير 2019، أبلغت المنظمة المركزية للسيطرة القياسية للأدوية جميع مراقبي الأدوية في الدولة بأن منتجات أنظمة توصيل النيكوتين الإلكترونية لم تتحصل على الموافقة على بيعها، وطلبت التأكيد على حظر بيع هذه المنتجات. كان هناك ارتباك بشأن القانون الذي يمكن تطبيقه لتنظيم استخدام السجائر الإلكترونية. في 1 يونيو 2019، خلص الخبراء في اجتماع اللجنة الاستشارية للدواء إلى أن أجهزة أنظمة توصيل النيكوتين الإلكترونية تندرج تحت تعريف «دواء» بموجب المادة 3 (ب) من قانون الأدوية ومستحضرات التجميل، 1940.[41] في عام 2013، أعلن مراقب الأدوية في ولاية البنجاب أن السجائر الإلكترونية التي تحتوي على النيكوتين هي شكل غير موافق عليه من الدواء.[42] في 7 أبريل 2016، حكمت إحدى المحاكم المحلية في البنجاب على رجل بالسجن 3 سنوات وغرامة قدرها  ₹1 لاخ (1400 دولار أمريكي) لبيع سجائر إلكترونية. كانت هذه أول إدانة على الإطلاق في الهند بخصوص السجائر الإلكترونية.[43] أعلنت ولايات بيهار وهاريانا وكارناتاكا وكيرلا وجامو وكشمير وماهاراشترا وميزورام والبنجاب وولاية أتر برديش والإقليم الاتحادي شانديغار أن السجائر الإلكترونية دواء غير موافق عليه بموجب قانون وقواعد الأدوية ومستحضرات التجميل، 1945، ويمكن مقاضاة البائعين بموجب قانون وقواعد الأدوية ومستحضرات التجميل، 1945.[44] في 18 سبتمبر 2019، فرضت حكومة الهند حظرًا على بيع السجائر الإلكترونية وإنتاجها.[45] استيراد السجائر الإلكترونية محظور أيضًا في الهند.[46]
- إندونيسيا: من 1 يوليو 2018، بدأت الحكومة الإندونيسية بفرض ضريبة بنسبة 57% على السائل الإلكتروني، ولكنها بعد ذلك أجّلتها حتى 1 أكتوبر.[47] تقدّر الحكومة الإندونيسية أن الضريبة ستساهم بحوالي 100 - 200 مليار روبية.[48] تستند الضريبة إلى اللائحة الوزارية المالية رقم 146/010/2017 بشأن التبغ.[49]
- إسرائيل: في عام 2013، خططت وزارة الصحة لتوسيع نطاق القوانين الحالية المتعلقة بالتدخين في الأماكن العامة لتشمل السجائر الإلكترونية، وذلك بعد عام من التحذير بمخاطر استخدام هذا المنتج.[50]
- اليابان: حُظرت السجائر الإلكترونية التي تحتوي على النيكوتين منذ عام 2010. تُباع السجائر الإلكترونية الخالية من النيكوتين للبالغين والقُصّر نظرًا لعدم وجود لائحة خاصة بشأن السجائر الإلكترونية التي لا تحتوي على النيكوتين في اليابان.[51]
- الكويت: يُحظر بيع واستيراد السجائر الإلكترونية،[52] وفقًا لاتفاق مجلس التعاون الخليجي.[53]